# Guacamaya
Guacamaya là một chi thực vật có hoa trong họ Rapateaceae, được mô tả như là một chi trong năm 1931.
Loài duy nhất được biết đến là Guacamaya superba, nguồn gốc ở khu vực Río Guainía dọc theo biên giới của Colombia (Vaupés) và Venezuela (Amazonas).